# Ефремкасинское сельское поселение
Ефремкаси́нское се́льское поселе́ние (чув. Ехремкасси ял тӑрӑхӗ) — упразднённое в 2022 году муниципальное образование в составе Аликовского муниципального округа Чувашской Республики. Административный центр — деревня Ефремкасы.

## География
По землям поселения течёт речка Абасирма, полноводная весной.

## Состав сельского поселения
| №  | Населённый пункт | Тип населённого пункта          | Население |
| -- | ---------------- | ------------------------------- | --------- |
| 1  | Асакасы          | село                            | ↗167      |
| 2  | Верхние Карачуры | деревня                         | ↗330      |
| 3  | Верхние Куганары | деревня                         | ↗207      |
| 4  | Верхние Татмыши  | деревня                         | ↗112      |
| 5  | Вотланы          | деревня                         | ↗270      |
| 6  | Вурманкасы       | деревня                         | ↗157      |
| 7  | Ефремкасы        | деревня, административный центр | ↗279      |
| 8  | Качалово         | деревня                         | ↗213      |
| 9  | Коракши          | деревня                         | ↗261      |
| 10 | Нижние Карачуры  | деревня                         | ↗56       |
| 11 | Нижние Куганары  | деревня                         | ↗142      |
| 12 | Нижние Татмыши   | деревня                         | ↗183      |
| 13 | Юманлыхи         | село                            | ↗176      |

## Культура
В селе Асакасы расположены Храм Святой Троицы, памятник воину-победителю.

## Связь и средства массовой информации
- Связь: ОАО «Волгателеком», Би Лайн, МТС, Мегафон. Развит интернет ADSL технологии.
- Газеты и журналы: Аликовская районная газета «Пурнăç çулĕпе» — «По жизненному пути» язык публикаций: чувашский, русский.
- Телевидение: Население использует эфирное и спутниковое телевидение, за отсутствием кабельного телевидения. Эфирное телевидение позволяет принимать национальный канал на чувашском и русском языках.
- Радио: Радио Чувашии, Национальное радио Чувашии